# Carl Zahlmann
Frederik Carl Christian Zahlmann (født 21. juli 1864 i København, død 22. januar 1957 i Hillerød) var dommer og 1908-1937 borgmester i Hillerød.
Carl Zahlmann var født i København som søn af generalmajor Carl Christian Zahlmannn (1830-1920) og hustru Johanne Marie Bornemann. 16. maj 1893 blev han gift med Therese Agnete Ehlers (1868-1933) fra København.
Carl Zahlmann blev student fra Odense Katedralskole i 1881 og cand.jur. fra Københavns Universitet i 1887. Dernæst var han fuldmægtig ved Københavns Søndre Birk og dernæst auditør i hæren 1893-1908 og 1907 sekretær i kommissionen for den militære retsplejereform.
Carl Zahlmann blev borgmester, byskriver og byfoged i Hillerød i 1908 med kongelig udnævnelse; og fra 1919 til 1937 var han folkevalgt borgmester. I 1937 blev han udnævnt til æresborger i Hillerød. Han besad dommerembedet i perioden 1919-1935.
Af hædersbevisninger kan nævnes, at Carl Zahlmann blev udnævnt til kommandør af Dannebrog, og han fik sin vej i østbyen: Carl Zahlmannsvej, der senere fik en sidevej: Zahlmannsvænget.